# Guatteria caribaea
Guatteria caribaea Urb. – gatunek rośliny z rodziny flaszowcowatych (Annonaceae Juss.). Występuje naturalnie na Karaibach. 

## Morfologia
PokrójZimozielone drzewo dorastające do 5–15 m wysokości, często wielopienne. Kora ma szaroczarniawą barwę. Młode pędy są owłosione.
LiścieMają kształt od eliptycznie podłużnego do owalnie eliptycznego. Mierzą 8–22 cm długości oraz 2,5–7,5 szerokości. Są prawie skórzaste. Nasada liścia jest rozwarta lub ostrokątna. Wierzchołek jest długo spiczasty.
KwiatySą pojedyncze. Rozwijają się w kątach pędów. Działki kielicha mają trójkątny kształt i dorastają do 3–4 mm długości. Płatki mają odwrotnie owalny kształt i są omszone. Osiągają do 10–18 mm długości.
OwoceZłożone z podłużnie cylindrycznych jagód. Mają czarną barwę. Osiągają 17–22 mm długości oraz 6–7 mm średnicy.

## Biologia i ekologia
Rośnie w wilgotnych lasach. Występuje na wysokości do 500 m n.p.m.